# Parachorius maruyamai
Parachorius maruyamai is een keversoort uit de familie bladsprietkevers (Scarabaeidae). De wetenschappelijke naam van de soort werd voor het eerst geldig gepubliceerd in 2012 door Masumoto, Ochi en Sakchoowong.